# Hugin e Munin

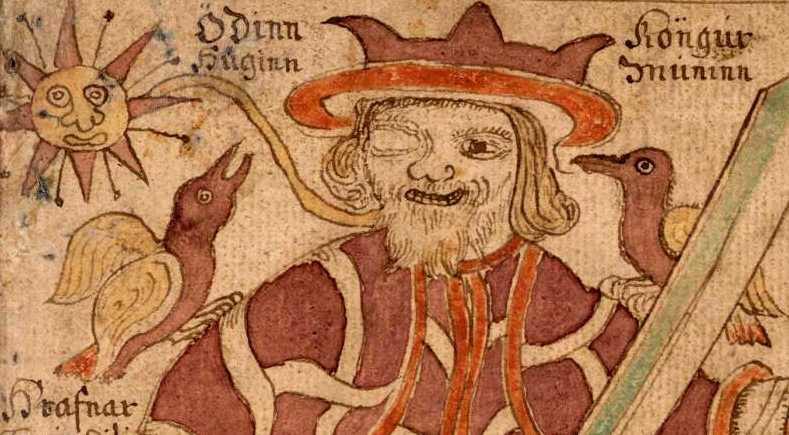
Huginn e Muninn sentados nos ombros de Odin na ilustração de um manuscrito islandês do século XVIII

Na mitologia nórdica, Huginn (do nórdico antigo "pensamento") e Muninn (do nórdico antigo "memória" ou "mente") são um par de corvos que voam por todo o mundo conhecido como Midgard, trazendo informações ao deus Odin. As informações sobre Huginn e Muninn são encontradas nas Eddas, compilação de poemas do século XIII, principal fonte do atual conhecimento da mitologia nódica; na Edda em prosa e no Heimskringla, escritos no século XIII por Snorri Sturluson; no Terceiro Tratado Gramatical, compilado no século XIII por Óláfr Þórðarson; e na poesia dos escaldos. Por vezes seus nomes são modernamente latinizados como Hugin e Munin.
Na Edda em verso, um Odin disfarçado expressa seu temor pela hipótese de que eles não possam retornar de seus vôos diários. A Edda em prosa explica que Odin é conhecido como "deus-corvo" (Hrafnaguð) devido à sua associação com Huginn e Muninn. Na Edda em prosa e no Terceiro Tratado Gramatical, os dois corvos são descritos empoleirando nos ombros de Odin. No Heimskringla, detalha que Odin deu a Huginn e a Muninn a capacidade de falar.
Outros retratos de Odin com os corvos podem ser encontrados em bracteatas dourados do Período de Migração, em placas do capacete da Era de Vendel, num par de broches idênticos em forma de ave da Idade do Ferro germânica, em objetos da Era Viquingue representando um homem de bigode usando um capacete e uma parte do século X ou XI da Cruz de Thorwald. O papel de Huginn e Muninn como mensageiros de Odin tem sido associado a práticas xamânicas, a estandarte do corvo nórdica, ao simbolismo geral do corvo entre os povos germânicos, e aos conceitos nórdicos de fylgja e de hamingja.

## Atestações

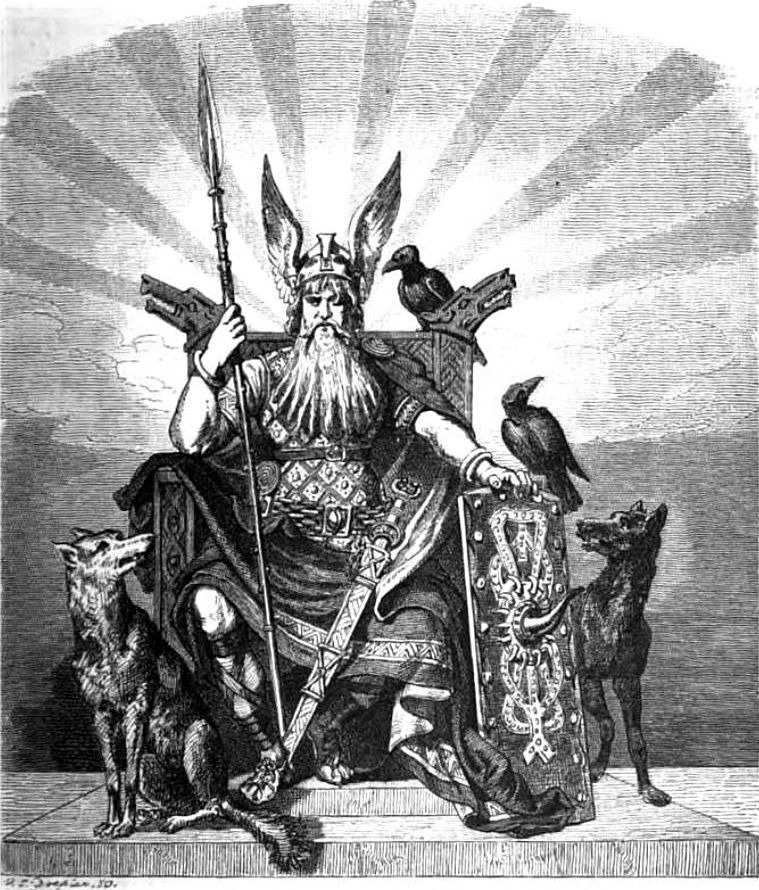
Odin entronizado e segurando sua lança Gungnir, cercado por seus corvos, Huginn e Muninn, e lobos, Geri e Freki; ilustrado por Carl Emil Doepler em 1882

No poema Grímnismál do Edda poética, o deus Odin (disfarçado de Grímnir) fornece ao jovem Agnarr informações sobre os companheiros de Odin. Ele conta ao príncipe sobre os lobos de Odin, Geri e Freki, e na estrofe seguinte do poema, declara que Huginn e Muninn voam diariamente por todo o mundo Midgard. Grímnir diz que se preocupa com a hipótese de Huginn nunca mais voltar e ainda teme por Muninn:

| Tradução de Benjamin Thorpe: Hugin and Munin fly each day over the spacious earth. I fear for Hugin, that he come not back, yet more anxious am I for Munin. | Tradução de Henry Adams Bellows: O'er Mithgarth Hugin and Munin both Each day set forth to fly; For Hugin I fear lest he come not home, But for Munin my care is more. | Tradução literal em português: Hugin e Munin voam a cada dia sobre a terra espaçosa. Eu temo por Hugin, que ele não volte, ainda mais ansioso estou por Munin. |  |

| Original: Huginn ok Muninn fljúga hverjan dag Jörmungrund yfir; óumk ek of Hugin, at hann aftr né komi-t, þó sjámk meir of Munin. |

Na primeira parte do Edda em prosa,  Gylfaginning (capítulo 38), a figura entronizada de Hár conta a Gangleri (rei Gylfi disfarçado) que dois corvos nomeados Huginn e Muninn sentam nos ombros de Odin. Os corvos contam a Odin tudo o que eles vêem e ouvem. Odin envia Huginn e Muninn para fora ao amanhecer e os pássaros voam por todo o mundo antes de voltar na hora do jantar. Como resultado, Odin é informado de muitos eventos. Hár acrescenta que é a partir desta associação que Odin é conhecido como "deus-corvo". A estrofe acima mencionada de Grímnismál é assim citada.
Na segunda parte do Edda em prosa, Skáldskaparmál (capítulo 60), Huginn e Muninn aparecem em uma lista de nomes poéticos para corvos. No mesmo capítulo, são apresentados excertos da obra de Einarr Skúlason. Nesses excertos, Muninn é citado em um nome comum de 'corvo' e Huginn é citado em um kenning de 'carniça'.
Na Saga dos Inglingos do livro Heimskringla, é fornecido um relato evêmerizado da vida de Odin. O capítulo 7 descreve que Odin tinha dois corvos, e sobre esses corvos ele concedeu o dom da fala. Esses corvos voam por toda a terra e trazem informações, fazendo com que Odin se torne "muito sábio em seu conhecimento."
No Terceiro Tratado Gramatical, um verso anônimo menciona que os corvos voam dos ombros de Odin; Huginn procura homens enforcados e Muninn corpos mortos. O verso diz:

Dois corvos voaram dos ombros de
Hnikar [Óðinn]; Huginn ao enforcado e
Muninn ao morto [lit.  cadáveres].

## Registro arqueológico

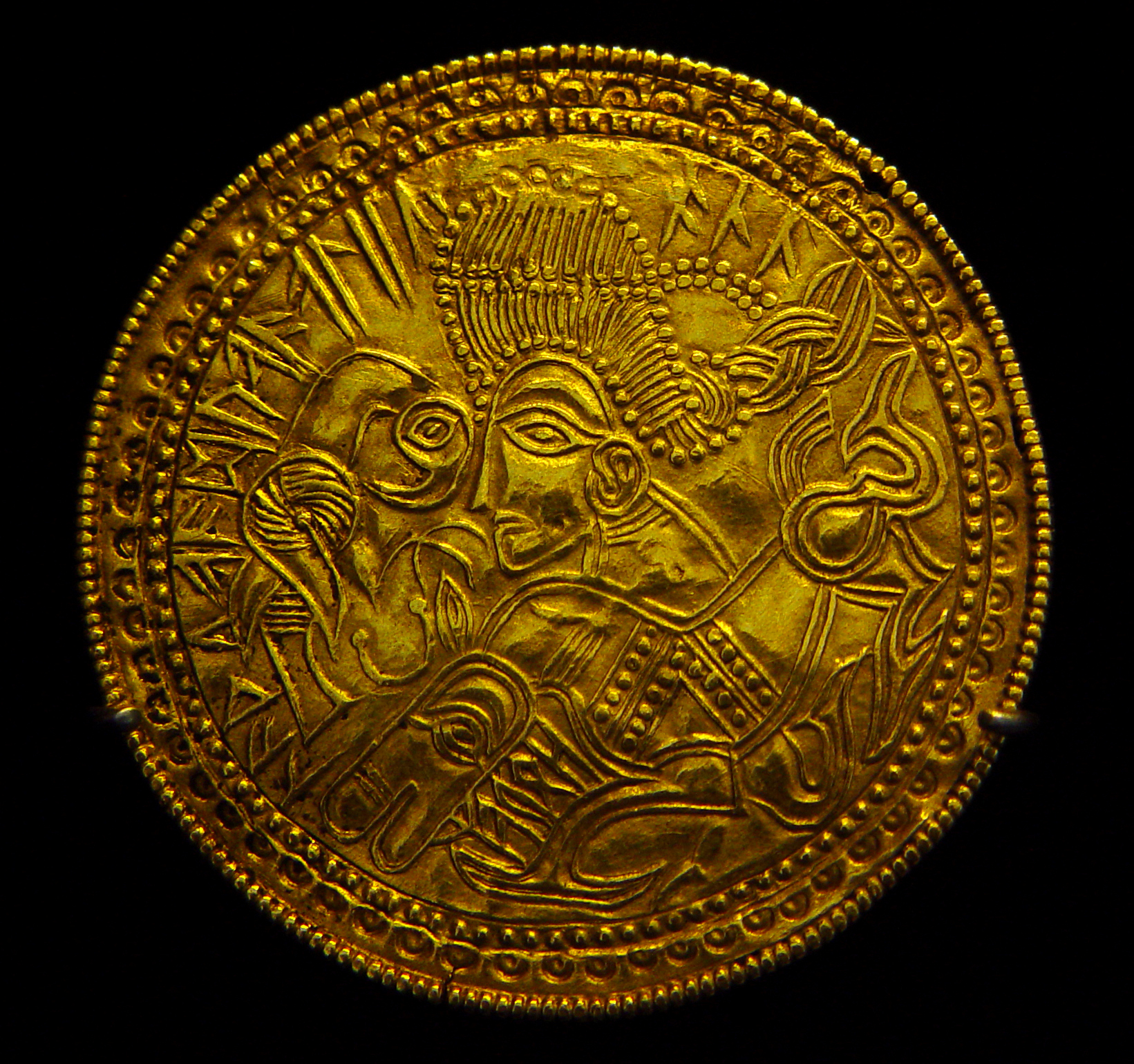
Um bracteata (DR BR42) caracterizando uma figura referida a um cavalo cercado por um pássaro

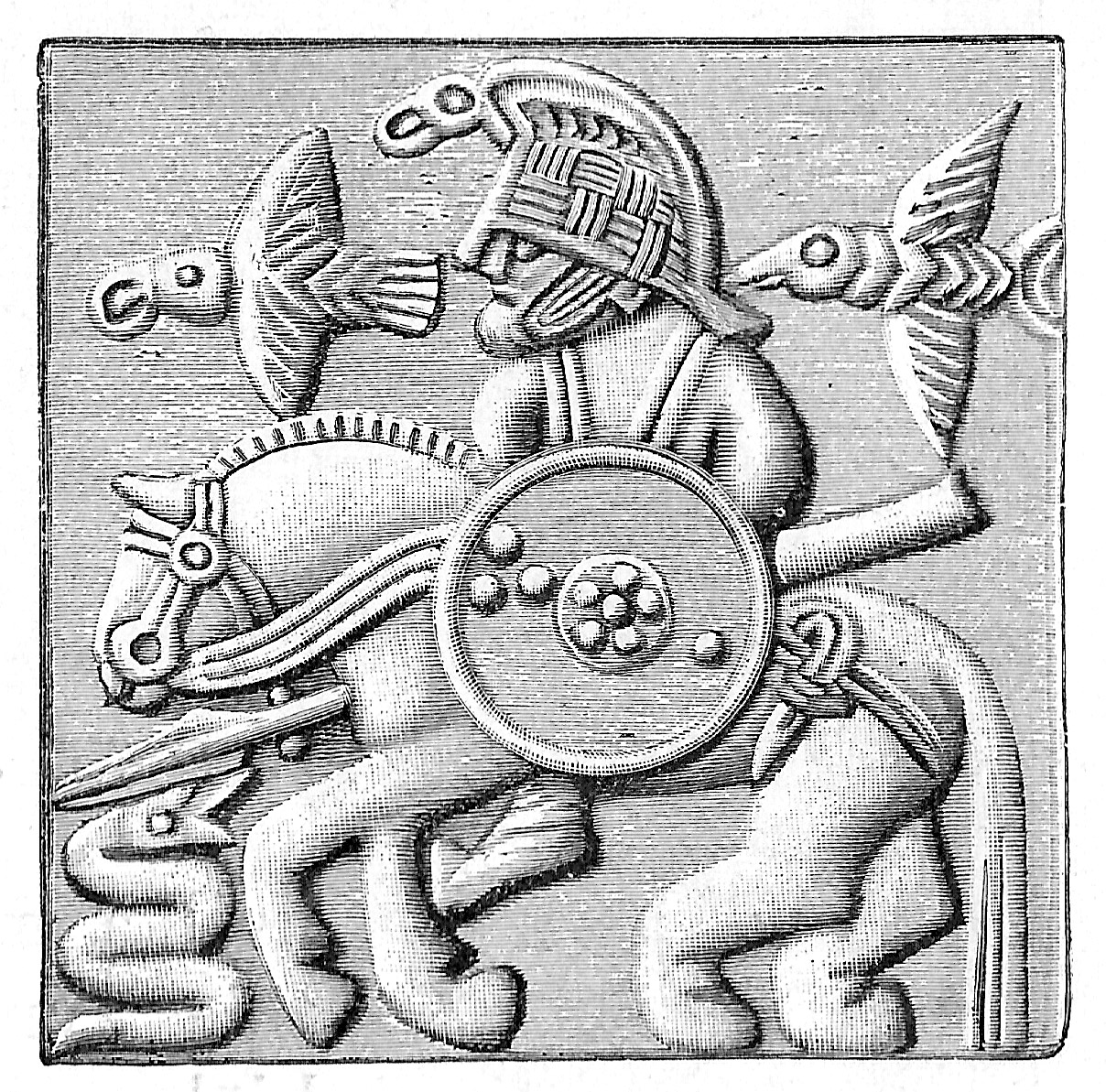
Uma placa de um capacete da Era Vendel caracterizando uma figura montando um cavalo, segurando uma lança e um escudo e confrontada por uma serpente

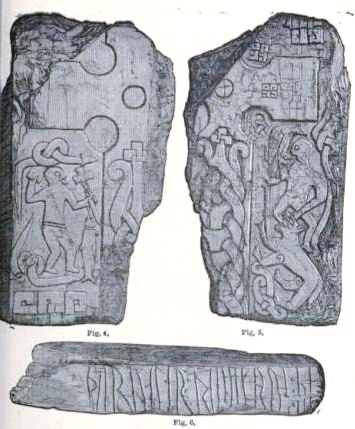
Uma parte da Cruz de Thorwald (à esquerda), uma parte sobrevivente da pedra rúnica erguida em Kirk Andreas na Ilha de Man

Os Bracteatas de ouro (tipos A, B e C) do Período de Migração (séculos V e VI) possuem uma representação de uma figura humana sobre um cavalo, segurando uma lança e cercada por um ou muitas vezes por dois pássaros. A presença das aves levou à identificação iconográfica da figura humana como o deus Odin, cercado por Huginn e Muninn. Como descrição dos corvos no Edda em prosa de Snorri, uma ave é por vezes representada no ouvido do ser humano ou na orelha do cavalo. Os bracteatas tinham sido encontrados na Dinamarca, na Suécia e na Noruega com uma pequena quantidade encontrada na Inglaterra e no sul da Dinamarca.
O austríaco germanista Rudolf Simek afirma que estes bracteatas podem representar a cura de um cavalo de Odin e as descrições das aves através do cavalo podem indicar que os corvos estavam curando o cavalo. Ele diz que isso pode indicar que os corvos de Odin não foram originalmente apenas companheiros de Odin no campo de batalha, mas também "ajudantes de Odin em sua função de veterinário."
As placas do capacete da Era de Vendel (dos séculos VI ou VII) encontradas em uma sepultura na Suécia mostram uma figura de capacete segurando uma lança e um escudo, ao mesmo tempo montando um cavalo, cercada por dois pássaros. A placa foi interpretada como Odin acompanhado por dois pássaros: seus corvos.
Um par de broches idênticos em forma de ave da Idade do Ferro germânica de Bejsebakke no norte da Dinamarca podem ser representações de Huginn e Muninn. A parte de trás de cada ave apresenta uma máscara-tema e os pés das aves são em forma de cabeças de animais. As penas das aves também são compostas por cabeças de animais. Juntas, as cabeças dos animais nas penas formam uma máscara na parte de trás do pássaro. As aves têm bico forte e cauda em forma de leque, indicando que elas são corvos. Os broches estavam destinados a serem usados em cada ombro, após a moda da Idade do Ferro Germânica.
O arqueólogo Peter Vang Petersen comentou que embora o simbolismo dos broches esteja aberto ao debate, o formato dos bicos e penas da cauda confirmam que as representações dos broches são corvos. Petersen afirma que "ornamentos em forma de corvo usado como um par, depois da moda do dia, um em cada ombro, fazem com que os pensamentos se voltem para os corvos de Odin e ao culto de Odin na Idade do Ferro Germânica." Petersen diz que Odin está associado ao disfarce e que as máscaras sobre os corvos podem ser retratos de Odin.
Os fragmentos da tapeçaria de Oseberga, descobertos dentro da Era Viquingue, no enterro do barco de Oseberga na Noruega, apresentam uma cena que contém duas aves negras que pairam sobre um cavalo, possivelmente, originalmente conduzindo uma carroça (como parte de uma procissão de carruagens a cavalo lideradas na tapeçaria). Em sua análise da tapeçaria, a estudiosa Anne-Stine Ingstad interpreta estes pássaros como Huginn e Muninn voando sobre uma carroça coberta contendo uma imagem de Odin, desenho de comparação às imagens de Nerto atestadas por Tácito em 1 E.C..
Escavações em Ribe, na Dinamarca, recuperaram um molde de roldana de metal da Era Viquingue e 11 moldes idênticos fundidos. Esses objetos mostram um homem de bigode usando um capacete que possui dois enfeites na cabeça. O arqueólogo Stig Jensen propõe que esses enfeites na cabeça devem ser interpretados como Huginn e Muninn e o portador como Odin. Ele observa que "representações semelhantes ocorrem em todos os lugares viquingues; do leste da Inglaterra à Rússia e naturalmente também no resto da Escandinávia."
Uma parte da Cruz de Thorwald (uma parte sobrevivente da pedra rúnica erguida em Kirk Andreas na   Ilha de Man) mostra um homem barbudo segurando uma lança para baixo em um lobo, seu pé direito em sua boca e um grande pássaro em seu ombro. Andy Orchard comentou que que essa ave pode ser Huginn ou Muninn. A Rundata data a cruz para 940, enquanto Pluskowski a data para o século XI. Esta descrição tem sido interpretada como Odin, com um corvo ou uma águia em seu ombro, sendo consumido pelo monstruoso lobo Fenrir durante os eventos do Ragnarök.
Em novembro de 2009, o Museu de Roskilde anunciou a descoberta e posterior exibição de uma estatueta de prata nielada embutida encontrada em Lejre, Dinamarca, que eles batizaram de Odin de Lejre. O objeto de prata mostra uma pessoa sentada em um trono. O trono apresenta cabeças de animais e é cercada por dois pássaros. O Museu de Roskilde identifica a figura como Odin sentado no seu trono Hliðskjálf, cercado pelos corvos Huginn e Muninn.

## Teorias
Certos estudiosos têm relacionado o relacionamento de Odin com Huginn e Muninn à prática xamânica. John Lindow, por exemplo, relaciona a capacidade de Odin de enviar o seu "pensamento" (Huginn) e a sua "mente" (Muninn) à jornada em estado de transe dos xamãs. A respeito da estrofe Grímnismál onde Odin se preocupa com o retorno de Huginn e Muninn, Lindow escreve: "seria consistente com o perigo que o xamã enfrenta na jornada do estado de transe."
Rudolf Simek é crítico quanto tal abordagem, e afirma que "foram feitas tentativas para interpretar os corvos de Odin como a personificação do poder intelectual do deus, mas isso só pode ser assumido a partir dos nomes deles mesmos, Huginn e Muninn, que muito provavelmente não foram inventados antes dos séculos IX ou X" ainda que os dois corvos, como companheiros de Odin, parecem derivar de tempos muito anteriores. Em vez disso, Simek conecta Huginn e Muninn com maior simbolismo do corvo no mundo germânico, incluindo o estandarte do corvo (descrito em crônicas inglesas e em sagas escandinavas), uma bandeira que era tecida em um método que permitiu que, quando flutuasse ao vento, aparecesse como se o corvo representado sobre ela batesse as asas.
Anthony Winterbourne relaciona Huginn e Muninn aos conceitos nórdicos de fylgja, conceito com três características: as habilidades de mudança de forma, a boa fortuna e o espírito guardião; e o hamingja, o duplo fantasma de uma pessoa que pode aparecer na forma de um animal. Winterbourne afirma que "A jornada do xamã através das diferentes partes do cosmos é simbolizada pelo conceito hamingja da alma que muda de forma e ganha outra dimensão simbólica para a alma nórdica na descrição dos corvos de Oðin, Huginn e Muninn." Em resposta à crítica de Simek das tentativas de interpretar os corvos "filosoficamente", Winterbourne disse que: "tais especulações [...] simplesmente fortalecem o significado conceitual  plausível por outras características da mitologia" e que os nomes Huginn e Muninn "exigem mais explicação do que geralmente é fornecido."

## Influência moderna
Huginn e Muninn aparecem nas histórias em quadrinhos de Thor. A primeira aparição dos corvos foi na edição Thor #274. Eles apareceram também em várias outras edições de Thor, incluindo também aparições em eventos envolvendo múltiplos personagens do Universo Marvel, como Os Vingadores, Cristal, Dentes-de-Sabre e X-men. Durante o evento Vingadores: A Queda, em que todos os membros da equipe passaram por eventos que levariam ao fim do grupo, Thor enfrenta o Ragnarök. Na cronologia dessas histórias, Odin havia falecido meses antes, enfrentando Surtur e Thor herda tanto o trono quanto os poderes do pai. Durante os eventos do Ragnarök, ele perde tais poderes e são os corvos de seu pai que lhe ensinam que Thor deverá superar as provações enfrentadas por seu pai para dar fim ao Ragnarök.
Ambos serão retratados no vindouro filme Thor, produzido pela Marvel Studios e dirigido por Kenneth Branagh.